# Pauline de Ahna

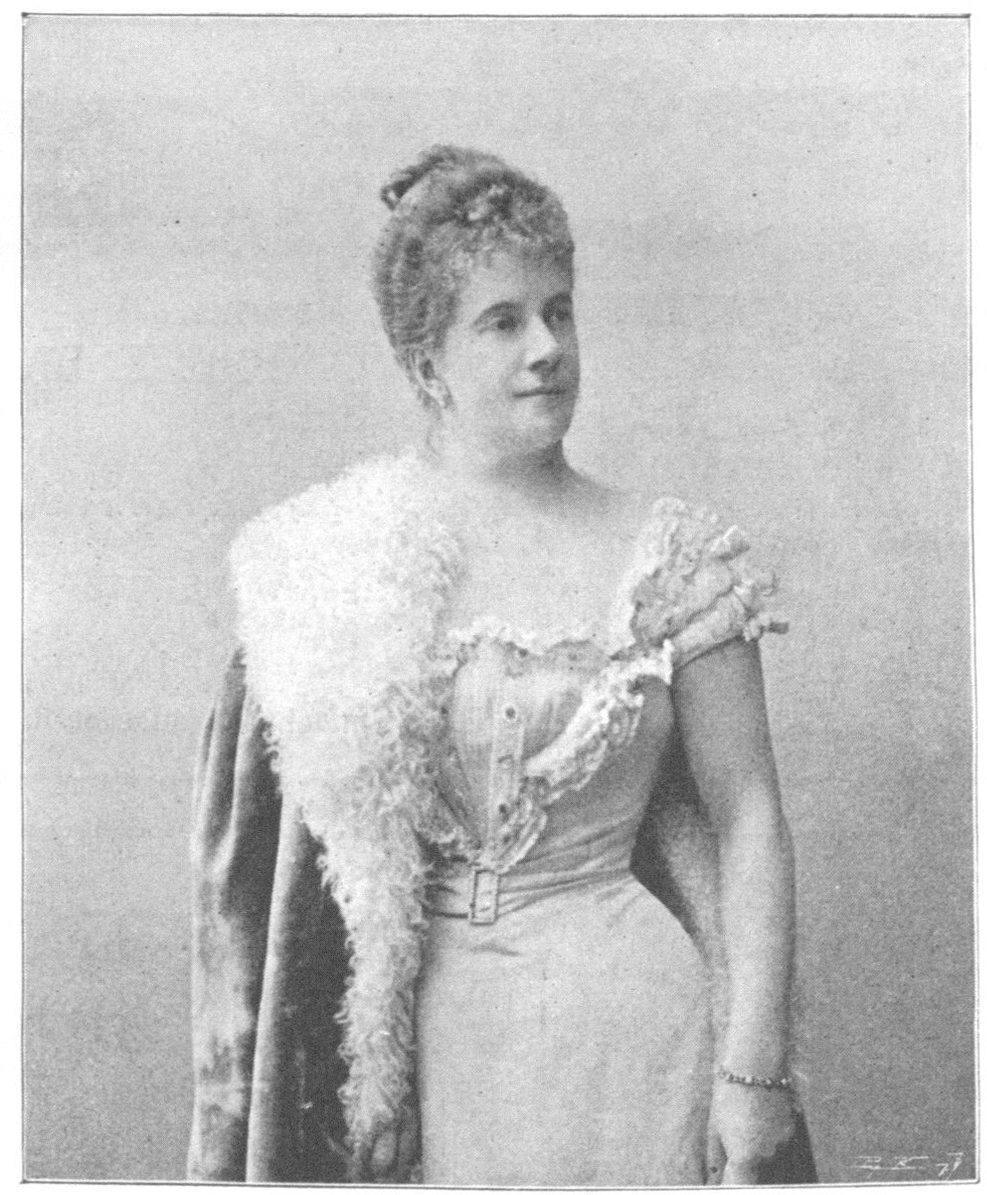
Pauline Strauss, c. 1900

Pauline Maria de Ahna (Ingolstadt, Baviera, 4 de febrer de 1863 - Garmisch, 13 de maig de 1950) fou una soprano lírica alemanya. Va casar-se amb el compositor Richard Strauss, el qual li va dedicar nombrosos lieder.

## Biografia
Va ser filla del General Adolf de Ahna i neboda de la cantant de la cort Eleonore de Ahna.
El 1887 va conèixer Richard Strauss, que va compondre cançons inspirat en ella com Morgen, Cecilia, Heimliche Aufforderung, Ruhe meine Seele, i amb qui es va casar el 10 de setembre de 1894, després d'haver-la dirigit a l'Òpera de Weimar com a Pamina a La flauta màgica i Elisabeth a Tannhäuser. Strauss li va proposar matrimoni després d'una de les conegudes explosions de temperament de la jove soprano
De Ahna havia de cantar el paper de Hansel en l'estrena mundial de l'òpera Hänsel und Gretel d'Engelbert Humperdinck però una lesió en un peu li ho va impedir.

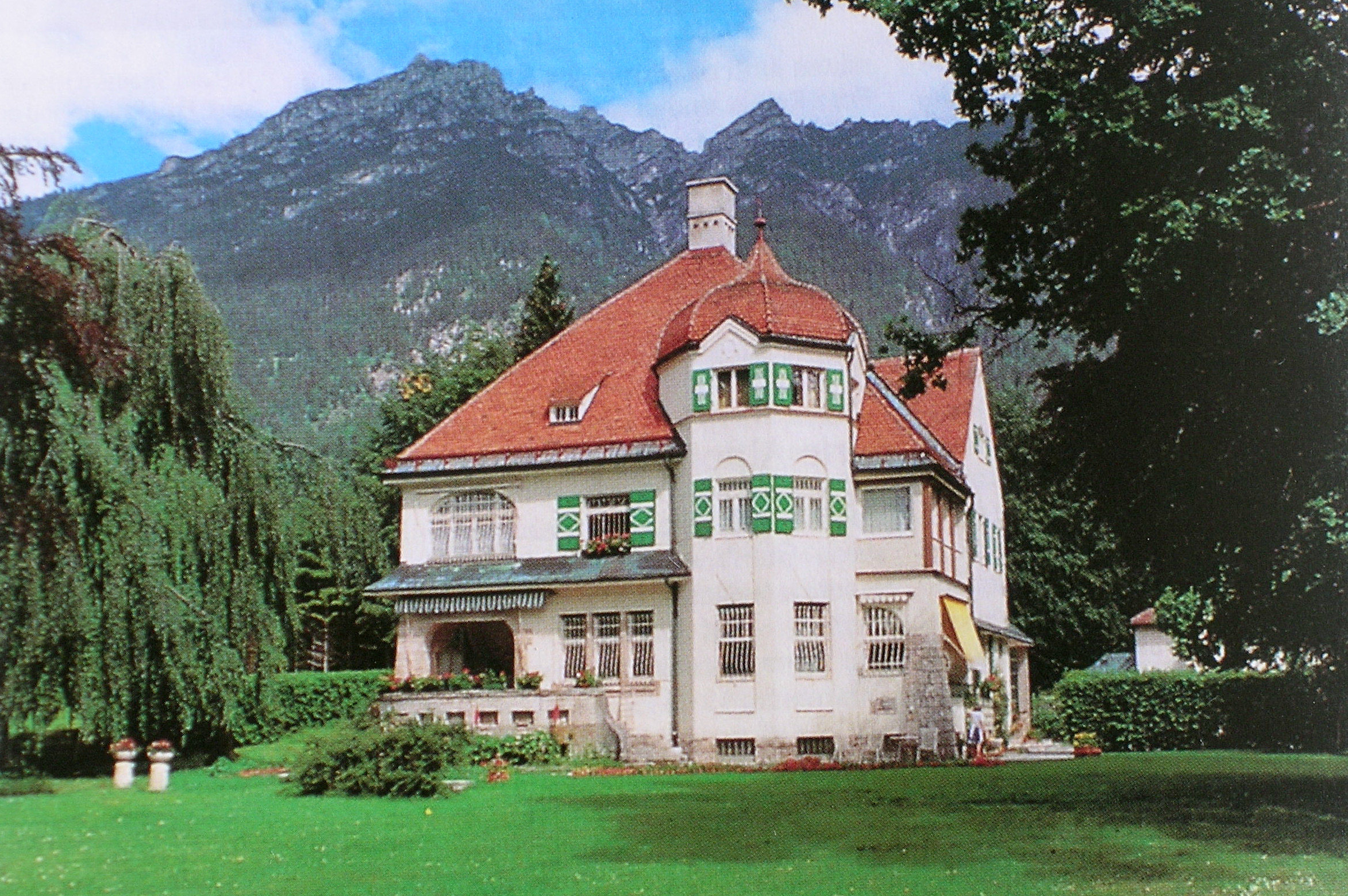
La casa del matrimoni Strauss a Garmisch

El compositor va escriure per a ella el rol de Freihild a Guntram i la va retratar en la seva òpera Intermezzo basant-se en un incident domèstic. També el personatge de la Tintorera de La dona sense ombra va estar inspirat pel temperament intempestiu de la soprano. Tots dos personatges van ser estrenats per Lotte Lehmann, que va conèixer molt bé al matrimoni.
De Ahna era famosa pel seu mal caràcter, temperament i excentricitats però el matrimoni va ser feliç i va ser la musa inspiradora retratant-la musicalment en els poemes simfònics Ein Heldenleben i en la Simfonia Domèstica.
Es va retirar del cant el 1906 per atendre la seva vida familiar. La parella va tenir un sol fill, Franz Strauss (1897-1980) casat el 1924 amb Alice von Grab-Hermannswörth, filla de l'industrial jueu Emanuel von Grab. Alice va ser arrestada pels nazis primer el 1938 i després el 1942, i va ser salvada gràcies a la intervenció de Richard en ambdós casos. La parella els va donar dos nets, Christian i Richard, casat amb Gabriele Hotter, filla del cèlebre baix alemany Hans Hotter
De Ahna va sobreviure a Strauss només vuit mesos, i va morir a Garmisch-Partenkirchen el maig de 1950.